# Ganj Darreh-ye ‘Olyā
Ganj Darreh-ye ‘Olyā (persiska: گنجره علیا, Ganjereh-ye ‘Olyā, گنج دره علیا) är en ort i Iran.   Den ligger i provinsen Lorestan, i den västra delen av landet, 400 km sydväst om huvudstaden Teheran. Ganj Darreh-ye ‘Olyā ligger 1 363 meter över havet och antalet invånare är 241.
Terrängen runt Ganj Darreh-ye ‘Olyā är kuperad norrut, men söderut är den bergig. Ganj Darreh-ye ‘Olyā ligger nere i en dal. Runt Ganj Darreh-ye ‘Olyā är det ganska tätbefolkat, med 72 invånare per kvadratkilometer. Närmaste större samhälle är Meleh Khān, 11,8 km nordost om Ganj Darreh-ye ‘Olyā. Omgivningarna runt Ganj Darreh-ye ‘Olyā är i huvudsak ett öppet busklandskap.